# علي بن خليفة بن سلمان آل خليفة
الشيخ علي بن خليفة بن سلمان آل خليفة (مواليد 15 فبراير 1955) مستشار سمو ولي العهد رئيس مجلس الوزراء بمملكة البحرين منذ 15 يونيو 2022 , وهو الأبن الثاني للأمير خليفة بن سلمان آل حليفة رئيس الوزراء السابق.

## عن حياته
ولد الشيخ علي بن خليفة في 15 فبراير 1955 وهو الأبن الثاني لصاحب السمو الملكي الأمير خليفة بن سلمان آل خليفة رئيس الوزراء السابق. 
- حصل على شهادة الثانوية العامة سنة 1972 وبعدها ألتحق بأحدى كليات علوم الشرطة في بريطانيا
- في سنة 1973 التحق بوزارة الداخلية ضابط شرطة.
- في سنة 1974 التحق ضابطاً متدرباً بشرطة بريطانيا في جميع الفروع ولمدة عام واحد
- في سنة 1975 التحق لسلاح الجو الكويتي طياراً متدرباً على الطائرة المروحية لمدة عام واحد
- في سنة 1975 انتخب رئيساً للاتحاد البحريني لكرة السلة وشغل المنصب حتى سنة 2000
- في سنة 1977 عمل إدارة التدريب والعمليات وحرس الشرف
- شغل منصب نائب رئيس اللجنة الأولمبية البحرينة خلال الفترة 1979 حتى 1992
- في سنة 1980 عمل في قيادة الأمن العام بوزارة الداخلية
- عُين في عام 1983 وكيلاً لوزارة الداخلية لشؤون الجنسية والجوازات
- في 21 مارس 1993 أصدر صاحب السمو الشيخ عيسى بن سلمان آل خليفة أمير دولة البحرين مرسوماً بتعينه وزيراً للمواصلات
- في أبريل 1993 عُين رئيساً لمجلس إدارة شركة البحرين للاتصالات السلطية واللاسيكية
- في سنة 1994 عُين رئيساً لمجلس إدارة شركة طيران الخليج
- في 5 فبراير 2001 عُين رئيساً لمجلس إدارة شركة خدمات مطار البحرين الدولي (باس)
- في 26 سبتمبر 2005 أصدر صاحب الجلالة الملك حمد بن عيسى آل خليفة ملك مملكة البحرين مرسوماً بتعديل وزاري حيث عُين نائباً لرئيس مجلس الوزراء ووزيراً للمواصلات
- في 11 ديسمبر 2006 أصدر صاحب الجلالة الملك حمد بن عيسى آل خليفة ملك مملكة البحرين مرسوماً بتشكيل الحكومة حيث عُين نائباً لرئيس مجلس الوزراء [2] وأستمر في المنصب حتى 13 يونيو 2022
- في 15 يونيو 2022 أصدر صاحب الجلالة الملك حمد بن عيسى آل خليفة ملك مملكة البحرين مرسوماً بتعينه مستشاراً لسمو ولي العهد رئيس مجلس الوزراء [3]

## عائلته
متزوج من الشيخة زين بنت خالد بن عبدالله آل خليفة وله 3 أبناء وبنت واحدة
- الشيخ خليفة بن علي بن خليفة آل خليفة محافظ المحافظة الجنوبية
- الشيخ عيسى بن علي بن خليفة آل خليفة وكيل وزارة شؤون مجلس الوزراء ونائب رئيس اللجنة الأولمبية البحرينية
- الشيخ خالد بن علي بن خليفة آل خليفة

- الشيخة منوة بنت علي بن خليفة آل خليفة